# Alim Louis Benabid
Alim Louis Benabid là giáo sư danh dự người Pháp, bác sĩ phẫu thuật thần kinh và là thành viên của Viện Hàn lâm Khoa học Pháp, người đã có tác động toàn cầu trong việc phát triển kích thích não sâu (DBS) đối với bệnh Parkinson và các rối loạn vận động khác. Ông trở thành giáo sư danh dự về vật lý sinh học tại Đại học Joseph Fourier ở Grenoble vào tháng 9 năm 2007, và là chủ tịch của Trung tâm Nghiên cứu Y sinh Edmond J. Safra vào năm 2009 tại Clinatec, một viện nghiên cứu đa ngành mà ông đồng sáng lập ở Grenoble.

## Tiểu sử
Alim Louis Benabid sinh ngày 2 tháng 5 năm 1942 tại Grenoble, Pháp. Con trai của một bác sĩ đến từ Algérie và một y tá người Pháp, Benabid được trích dẫn nói rằng ông không thể dễ dàng quyết định giữa việc nghiên cứu vật lý hay y học. Ông đã nhận bằng y khoa vào năm 1970 và bằng tiến sĩ vật lý năm 1978, cả hai đều từ Đại học Joseph Fourier (hiện là một phần của Đại học Grenoble Alpes) ở Grenoble. Ông trở thành một bác sĩ phẫu thuật thần kinh tại Đại học Joseph Fourier năm 1972, giáo sư y học thực nghiệm năm 1978, và giáo sư vật lý sinh học từ năm 1983 đến năm 2007. Benabid cũng có học bổng vào năm 1979 - 1980 về khoa học thần kinh tiền lâm sàng trong phòng thí nghiệm của Floyd Bloom tại Viện Salk ở La Jolla, California. Từ năm 1988 đến 2007, ông chỉ đạo các đơn vị thần kinh học tiền lâm sàng tại Viện nghiên cứu sức khỏe y sinh và công chúng Pháp INSERM, và 1989-2007, từng là người đứng đầu bộ phận phẫu thuật thần kinh tại Bệnh viện Đại học Grenoble. Trong các vai trò khác, Benabid điều phối Trung tâm Phẫu thuật Bệnh động kinh và Rối loạn vận động tại Bệnh viện Ospedale Niguarda ở Milan, Ý từ năm 1998 đến 2007, và là cố vấn nhân viên tại Tổ chức Phòng khám Cleveland ở Ohio từ năm 2000 đến 2003.
Vào năm 2007, Benabid đã gia nhập Ủy ban Pháp ủy Pháp với tư cách là cố vấn khoa học trong thời gian một cơ sở cho cải tiến công tư được tạo ra, cơ sở Cải tiến Grenoble cho Công nghệ mới tiên tiến, bao gồm tổ hợp nghiên cứu Minatec và cụm khoa học đời sống NanoBio. Năm 2009, ông trở thành chủ tịch hội đồng quản trị của Trung tâm Nghiên cứu Y sinh Edmond J. Safra tại Clinatec, một tổ chức công nghệ y sinh tịnh tiến mà ông đã tìm thấy trong Minatec. Clinatec được hợp tác tạo ra bởi CEA-LETI (Labouratoire d'électronique des Technologies de l'information, một công ty con về công nghệ nano và vi mô ứng dụng của CEA), Bệnh viện Đại học Grenoble, Đại học INSERM và Joseph Fourier. Vào năm 2013, khi trao cho Benabid giải thưởng Robert A. Pritzker trị giá 100.000 đô la cho Nghiên cứu của Parkinson để tiếp tục nghiên cứu, Quỹ Michael J. Fox cho biết trong thông báo giải thưởng của mình rằng Benabid đã xuất bản 523 bài báo khoa học, đạt chỉ số H là 67, như cũng như đưa ra 18 bài giảng danh dự, và nhận được 23 huy chương và giải thưởng.

## Phẫu thuật thần kinh kích thích não sâu
Benabid đã phát triển các phương pháp phẫu thuật lập thể để phẫu thuật não ở những bệnh nhân bị u não hoặc một số loại rối loạn vận động.
Là một phần của công việc, ông và các thành viên trong nhóm của mình đã tạo ra các ngân hàng mô bằng cách sử dụng mô từ sinh thiết khối u não. Các mẫu mô được sử dụng để mô tả các khối u não bằng cách lập bản đồ ung thư. Các nghiên cứu về hệ gen học và proteomics đã làm nổi bật các yếu tố liên quan đến sự tiến triển của khối u và dẫn đến những tiến bộ trị liệu như các yếu tố chống angiogen.
Đối với những bệnh nhân mắc bệnh Parkinson, Benabid và Pierre Pollak, một nhà thần kinh học tại Bệnh viện Đại học Grenoble, cũng đã phát triển kích thích não sâu (DBS) vào năm 1987.
Bệnh Parkinson thường được điều trị bằng các loại thuốc như levodopa để cải thiện kiểm soát cơ bắp, thăng bằng và đi bộ, nhưng liều lượng cao hơn có xu hướng cần thiết theo thời gian trong tình trạng thần kinh tiến triển này, và sử dụng lâu dài có thể dẫn đến biến động vận động như run, cứng hoặc chậm chạp.
Trước khi phát triển DBS, phương pháp điều trị phẫu thuật chính cho bệnh Parkinson là tổn thương để ức chế chuyển động bất thường không tự nguyện liên quan đến bệnh Parkinson nặng không được kiểm soát bằng thuốc tối ưu. Như được mô tả trong một cuộc phỏng vấn năm 2010 với Benabid trên tạp chí y khoa Lancet, kích thích điện đã được sử dụng trong quá trình phẫu thuật để xác định mục tiêu cắt bỏ và dự đoán các tác động tổn thương. Để xác định chính xác khu vực phù hợp, một điện cực sẽ được đặt xung quanh mục tiêu và những khu vực xung quanh được kích thích với tần số sinh lý từ 20 – 50 Hz trong khi quan sát chuyển động của bệnh nhân. Vì kích thích điện đôi khi dường như làm giảm sự run rẩy trong suốt quá trình, Benabid cho rằng đây có thể là một giải pháp. Ông đã thử nghiệm từ các tần số rất thấp 1, 5, 10 Hz và hơn thế nữa lên tới 100 Hz, bắt chước hiệu ứng cắt bỏ mà không phá hủy mô. Ban đầu đồi thị bị kích thích. Các nghiên cứu trên động vật sau đó chỉ ra hạt nhân dưới da có thể là mục tiêu kích thích hiệu quả hơn. Khi công nghệ tiến bộ để cho phép kích thích như vậy liên tục được áp dụng trong một thời gian dài, DBS đã được áp dụng rộng rãi vào những năm 1990 để điều trị các rối loạn vận động như bệnh Parkinson, run cơ bản và loạn trương lực cơ.
Một phân tích tổng hợp của sáu thử nghiệm ngẫu nhiên có đối chứng được công bố vào năm 2014 cho thấy trong 1.184 đối tượng nghiên cứu, DBS đã cải thiện đáng kể các triệu chứng vận động không được điều trị của bệnh Parkinson, cho phép giảm liều thuốc và các biến chứng liên quan của chúng; cũng như đóng góp vừa phải, trong giai đoạn khi bệnh nhân dùng thuốc điều trị bệnh Parkinson, để giảm các triệu chứng vận động, chức năng lớn hơn và chất lượng cuộc sống cao hơn.

## Danh hiệu va giải thưởng
Benabid đã nhận được một số giải thưởng và danh dự từ nhiều quốc gia khác nhau, bao gồm:
- Dehomag prize for robotics (1993)
- Prix Électricité-Santé de l'EDF (1994)
- Medicine and biology prize of the Comité du rayonnement français (1997)
- Biomedical PCL research prize of the French Academy of Sciences (1998)
- Scientific prize from the National Foundation for Health Promotion and Research Development (Algeria, 1999)
- Jean Valade Prize of the Foundation of France (1999)
- Member of the Institut Universitaire de France (1999)
- Klaus Joachim Zülch Prize of the Gertrud Reemtsma Foundation (Cologne, 2000)
- Scientific Award 2000 of the International Neurobionics Foundation (Hanover, 2000)
- Cotzias Award of the Spanish Society of Neurology [es] (Barcelona, 2000)
- Sherrington Medal of the Royal Society of Medicine (London, 2002)
- Research and Health Prize of l'Institut des sciences et de la santé (2002)
- Betty and David Koetser Foundation Prize (Zurich, 2002)
- Dingebauer Prize of the German Neurological Society [de] (2002)
- Member of the Royal Academy of Medicine of Belgium [fr] (2002)[17]
- Spiegel and Wycis Medal (2005)
- Matmut Prize for medical innovation, the Foundation of the Future (2006)
- James Parkinson Award (2007)
- Victor Horsley Award (2007)
- American Academy of Neurology's Movement Disorders Research Award (2008)
- Honor Award from INSERM (2008)
- Victory of Medicine (2008) under the Jubilee Hospital, with Dr. Pierre Pollak
- Robert A. Pritzker Prize for Leadership in Parkinson's Research (2013)
- Jay Van Andel Award for Outstanding Achievement in Parkinson’s Disease Research (2013)
- Honorary member of the Belgian Society of Neurology
- Knight (Chevalier) of the Ordre des Palmes Académiques
- Knight (Chevalier) of the Legion of Honor
- Lasker Award (2014)
- Breakthrough Prize in Life Sciences (2015)
- European Inventor Award for the category Research (2016)
- Doctor honoris causa on the occasion of the KU Leuven Patron Saint‘s Day (2018)[18]

### Bằng danh dự
- Bằng danh dự, Đại học Quốc gia Ireland, Galway (2005)
- Bằng danh dự, Đại học Western Ontario, London, Canada
- Bằng danh dự, Đại học McGill, Montreal, Canada